# Autoridade unitária
Autoridade Unitária é um tipo de governo municipal adotado em vários países, que engloba adminstração da maioria dos serviços básicos para a população (água, esgotos, manutenção de vias, impostos locais, etc.). Dependendo da estrutura adminstrativa do país, a autoridade unitária pode também ser responsável por alguns serviços que geralmente são geralmente providos em esferas governamentais mais altas, como por exemplo, polícia e bombeiros.
Geralmente, as autoridades unitárias são responsáveis por uma cidade, município ou comarca, ou por um conjunto de cidades. Refletindo sua antiga história de urbanização, muitos países (particularmente na Europa) fazem distinção entre vários tipos de cidades. Isso é refletido na multiplicidade de vocábulos para cidade em inglês: city, town, township, municipality, borough, etc. Nos países mais novos, particularmente no continente americano, a estrutura governamental tende a ser mais simplificada, geralmente em três níveis: municipal, estadual e federal.
Alguns dos países que usam autoridades unitárias na sua forma de governo são:

## Alemanha
Na Alemanha, as cidades que respondem pela adminstração distrital além da admistração local são chamadas kreisfreie Stadten. A Alemanha é dividida em distritos administrativos denominados Kreis. O governo dos distritos responde pela administração de segundo nível nas demais cidades.

## Canadá
Denominadas municípios de um nível (single-tier municipalities), essas cidades gerenciam serviços de primeiro e segundo nível nas províncias que tem dois níveis de serviço. As cidades menores dessas províncias não são single-tier, ou seja, elas gerenciam apenas o primeiro nível de serviço, deixando o segundo nível para a província. Algumas províncias canadenses não têm esse segundo nível de governo. Entretanto, as cidades dessas províncias não devem ser consideradas single-tier municipalities, pois não gerenciam os serviços de segundo nível.
A maioria das single-tier municipalities do Canadá é localizada na província de Ontário.

## Nova Zelândia
Na Nova Zelândia a responsabilidade de governo da autoridade unitária é exercida pela Autoridade Territorial (Territorial Authority). A Nova Zelândia tem quatro autoridades territoriais: Gisborne, Nelson, Tasmânia e Marlborough. O Conselho das Ilhas de Chatham não é considerado uma autoridade territorial, apesar de prover alguns dos níves de governo típicos de uma autoridade unitária desde que foi promulgada a lei Resource Management Act de 1991.

## Polônia
Na Polônia uma miasto na prawach powiatu ou powiat grodzki é uma (cidade com direitos de powiat''). Essas cidades são responsáveis pelo nível de governo distrital (powiat). Essas cidades (tais como Poznań, Kraków, Łódź) não respondem ao governo dos distritons onde se encontram. Há 65 cidades desse tipo na Polônia.

## Reino Unido
No Reino Unido, as Autoridades Unitárias são governos locais da Inglaterra e do País de Gales definidas na lei Local Government Act de 1992. Esses governos provêem a maioria dos serviços locais para a população. Em 2009 havia sete Autoridades unitárias da Inglaterra.
Em muitas regiões da Inglaterra ainda há um sistema de governo de dois níveis, dividindo responsabilidade entre o Conselho de Condado e o Distrito. Até 1996, esse sistema era também adotado na Escócia e no País de Gales. Desde então, esses países adotam o mecanismo de Autoridade Unitária. A Irlanda do Norte adota o sistema de Autoridade Unitária desde 1973. Em 2009 havia 29 Autoridades Unitárias na Irlanda no Norte. Na Escócia, em 2009 havia 32 Autoridades Unitárias da Escócia.